# Rijpbreen
De Rijpbreen is een gletsjer op het eiland Nordaustlandet, dat deel uitmaakt van de Noorse eilandengroep Spitsbergen.
De gletsjer is vernoemd naar Jan Cornelisz. Rijp.

## Geografie
De gletsjer ligt in Gustav-V-land en is zuidwest-noordoost georiënteerd. Hij komt vanaf de ijskap Vestfonna en mondt uit in het Rijpfjorden.
Naar het noordwesten ligt de gletsjer Maudbreen en ongeveer vijf kilometer naar het zuidoosten de gletsjer Croftbreen.